# روجيريو بيريرا
روجيريو بيريرا هو لاعب كرة قدم برازيلي في مركز الدفاع، ولد في 14 ديسمبر 1965 في البرازيل. لعب مع سلافيا صوفيا ونادي شومن للمحترفين 2010 وبيلاسيتسا بيتريتش ‏.